# Julian Riess
Julian Riess (* 8. Jänner 1891; † 29. Jänner 1961) war ein österreichischer Politiker, Fabrikant und Biologe. Riess war 1934 Abgeordneter zum Landtag von Niederösterreich.
Julian Riess stammte aus einer Familie von Pfannenschmieden und war der letzte geprüfte Pfannenschmied. 
Er übernahm 1914 mit seinen Brüdern in 7. Generation eine Pfannenschmiede (Die Gründung des Pfannenhammers fällt auf das Jahr 1550) und baute ein Werk für Stanz- und Emailwaren. 
Zwischen 1926 und 1936 bauten die Gebrüder Riess zwei Elektrizitätswerke mit angeschlossener Fischaufstiegshilfe und versorgten so das Werk mit 100 % wieder-erneuerbarer Energie. 
Während der Zeit des Austrofaschismus vertrat Julian Riess den Stand der Industrie und Bergbau zwischen dem 22. November 1934 und dem 28. Dezember 1934 im Niederösterreichischen Landtag. Er legte sein Mandat aus Protest gegen Gesetzesbeschlüsse zurück, da diese seiner Meinung nach gegen die Menschen und gegen die Natur waren. 
Zudem war er als Gemeinderat aktiv. 
Julian Riess starb wenige Tage nach seinem 70. Geburtstag. 